# Domi Emorine
 (août 2014).
Si vous disposez d'ouvrages ou d'articles de référence ou si vous connaissez des sites web de qualité traitant du thème abordé ici, merci de compléter l'article en donnant les références utiles à sa vérifiabilité et en les liant à la section « Notes et références ».
Domi Emorine est une accordéoniste française née le 9 juin 1975 à Paray-le-Monial (Saône-et-Loire).

## Biographie
Durant sa jeunesse, elle rencontre Maurice Larcange, un découvreur de talent qui l'accompagne dans sa carrière d'accordéoniste.
Domi Emorine remporte plusieurs prix au cours de sa carrière comme par exemple :
- Prix de l'U.N.A.F (Union nationale des accordéonistes de France),
- 1er Prix de divertissement Variétés,
- en 1990. Médaille d'argent « Encouragement Société des Auteurs, Compositeurs et Editeurs de musique et au Progrès » remise par le professeur Louis Leprince-Ringuet de l'Académie Française et de l'Académie des Sciences en 1991,
- Médaille «Voix et Souffle» de la SACEM (Société des Auteurs, Compositeurs et Editeurs de musique) en 1993.

En 1997, elle remporte pour la troisième fois le « Concours international en divertissements et Variétés », le Concours International de Klingenthal en Allemagne, seule accordéoniste à avoir gagné à vingt ans les trois plus grands concours internationaux.
Elle remporte les prix suivants :
- en mai 1998 : elle reçoit pour la seconde fois le Grand Prix de la SACEM.
- en juin 1999 : elle remporte le 1er Prix du Concours International de Klingental - catégorie « Classique ».

Domi Emorine joue sur plusieurs scènes (Châtelet, Zénith, Palais des Congrès), en studios et en plateaux de télévision, chez Michel Drucker, Patrick Sabatier, Jacques Chancel, Pascal Sevran qui a beaucoup contribué à la faire connaître.
En 2002, Dominique Emorine et Roman Jbanov, composent le Duo Paris-Moscou et sont invités à se produire en Concert dans les villes de Novossibirsk et Saint-Pétersbourg. Pour la première fois dans l’histoire, l’accordéon dans son approche française fait son entrée en Russie. Il s’ensuit plusieurs tournées de ce duo chaque année dans les différentes régions de la Russie.
Par ailleurs, elle anime, depuis 2003, des classes de maîtres avec Roman Jbanov dans le cadre de stages d'été de l'Académie musicale d'été « Les Rencontres Musicales des Monts Dore»  à La Bourboule.

## Discographie
- Collection Jeunes talents Domi Emorine – Visite (7 Music 40204.2)
- Domi Emorine/ Marcel Loeffler - Cristal Records